# Christine Reinhart
Christine Reinhart-Mederer, geborene Christiane Margarete Arabella Triebel, (* 6. November 1955 in Braunschweig) ist eine deutsche Moderatorin und Schauspielerin. 

## Leben
Sie ist die Tochter des Internisten Rolf Christian Triebel und der Kammersängerin und früheren Filmschauspielerin Anja Elkoff. Im Alter von zwei Jahren zog sie mit ihrer Familie nach Nürnberg. Nach ihrem Abitur studierte sie kurzzeitig Betriebswirtschaftslehre, begann aber wenig später als Model zu arbeiten. 
1980 begann ihre Medienlaufbahn beim Bayerischen Rundfunk im Hörfunk, für den sie zunächst die Regionalsendung Frankenschau moderierte. Es folgten weitere BR-Sendungen, darunter Freizeitmagazin, Ein schönes Wochenende, Songs an einem Sommerabend und von 1985 bis 1993 das tägliche Regionalmagazin Das Bayernstudio.
Reinhart wurde schließlich der breiten Öffentlichkeit ab 1993 als Moderatorin des aktuellen sportstudios bekannt. Ihre Debütsendung fand am 1. Mai 1993 statt. Sie erntete heftige Kritik von deutschen Medien, besonders für ihre Interviews, die zu wenig kritisch und fachlich qualifiziert seien. Nach zwei Jahren stieg Reinhart aus dem Sportstudio aus.
Als Schauspielerin sah man sie erstmals in Dieter Wedels Mehrteiler Der Schattenmann. Die Fernsehkritik erteilte für ihre Rolle einhelliges Lob. Weitere Erfolge wurden die Kommissarin Heike in Tödliches Alibi, die Julia in Davids Rache sowie Rollen in TV-Mehrteilern wie Eine Liebe auf Mallorca und Kinderärztin Lea. Reinhart spielte auch in einigen Rosamunde-Pilcher-Verfilmungen und tritt häufig am Theater auf, so unter anderem in Faust I als Marthe Schwerdtlein.

## Filmografie (Auswahl)
- 1988: Polizeiinspektion 1 – Heimarbeit
- 1992: Forsthaus Falkenau – Traumreise
- 1993: Derrick – Geschlossene Wände
- 1996: Der Schattenmann – Regie: Dieter Wedel
- 1996: Die Männer vom K3 – Tomskys letzte Reise
- 1997: Ärzte (Fernsehserie, 2 Folgen)
- 1998: Liebe im Schatten des Drachen
- 1998: Rosamunde Pilcher – Magie der Liebe
- 1999: Der Alte – Der Tod ist nur ein Augenblick
- 2001: Dr. Stefan Frank – Der Arzt, dem die Frauen vertrauen – Körperverletzung
- 2001: Im Namen des Gesetzes – Der kalte Tod
- 2002: Die Affäre Semmeling
- 2002: Hallo Robbie! – Alarm im Möwennest
- 2003: Die Rosenheim-Cops (Fernsehserie, 2 Folgen)
- 2004: In aller Freundschaft – Ein neuer Anfang
- 2005: Tatort – Todesbrücke
- 2006: Robin Pilcher – Jenseits des Ozeans
- 2007: Im Tal der wilden Rosen: Herz im Wind